# Jacob Runge
Jacob Runge (Stargard, 15 giugno 1527 – Greifswald, 11 gennaio 1595) è stato un teologo tedesco.
Il fratello Andreas Runge fu professore di matematica all'Università di Greifswald.

## Biografia
Figlio di un tessitore di lino, crebbe a Stargard, ove frequentò la scuola e nel 1542 s'iscrisse al ginnasio di Stettino. Di qui andò a studiare teologia a Wittenberg, ove poté ascoltare Martin Lutero. Con Filippo Melantone egli tenne uno stretto rapporto ma non con il suo compaesano Johannes Bugenhagen. Per tutta la vita egli fu convinto, che Lutero e Melantone si trovavano d'accordo nell'insegnamento.
I disordini dovuti alla guerra lo fecero ritornare a Greifswald.
Già nel 1547 egli ottenne un incarico d'insegnamento nella Facoltà artistica dell'Università di Greifswald, nel 1552 divenne parroco presso la chiesa di Santa Maria a Greifswald e professore di teologia e prese parte a tutti gli eventi ecclesiastici. Rinunciò alla chiamata come parroco nella chiesa di San Lorenzo a Norimberga. Il Sovrintendente generale Johannes Knipstro gli promise che sarebbe rimasto in Pomerania e nel 1556 ne divenne il successore. Insieme a Melantone, egli si recò al convegno religioso di Worms del 1557, dal quale rientrò in Pomerania l'anno successivo. Qui lo attendevano grandi compiti: difesa delle idee di Andrea Osiander, la cura della parrocchia, la fondazione di un nuovo ordine ecclesiastico nel 1563.
La fedeltà al suo insegnante Filippo Melantone indica perciò, che egli aveva fatto accettare il Corpus doctrinae Philippicum al Sinodo. Come professore di teologia e sovrintendente generale non ebbe vita tranquilla, e venne inviato a togliere di mezzo le difficoltà teologiche e giuridiche.
La sua ultima battaglia fu il riconoscimento del Liber Concordiae. La morte di Ernesto Ludovico di Pomerania, del quale era stato maestro, e le perdite nella sua famiglia lo stancarono, dopo che egli aveva dedicato a lungo la sua vita alla Chiesa Evangelica di Pomerania e assicurata la sua crescita.
Il suo epitaffio si trova nel duomo di San Nicola a Grifswald.

## Matrimonio e discendenza
Jacob Runge aveva sposato Anna Gerschow dalla quale ebbe tre figlie e cinque figli:
- Anna Runge (1549/1551 – prima del 1628), che sposò in prime nozze nel 1584 David Willmann, pastore e professore a Greifswald, e in seconde nozze, nel 1592, Matthaeus Flegius, pastore e professore a Greifswald e in terze nozze, dopo il 1598, Gregorius Hagius, predicatore di corte a Greifswald
- Johannes Runge (* 1551), medico di corte
- Jakob Runge, giurista e consigliere a Wolgast
- Gertrude Runge (1553 - 1600), che sposò nel 1570 Jakob Faber, professore a Greifswald, successivamente Sovrintendente generale della Pomerania-Stettino
- Friedrich Runge (1559 - 1604), pastore e professore a Stettino, poi Sovrintendente generale della Pomerania-Wolgast
- Daniel Runge (1561 - 1629), giurista e cancelliere della Pomerania
- David Runge (1564 - 1604), teologo luterano a Greifswald e a Wittenberg
- Agnes Runge (1570 - 1618), che sposò David Reckling, giurista a Greifswald